# Leucanopsis curta
Leucanopsis curta är en fjärilsart som beskrevs av Rothschild 1910. Leucanopsis curta ingår i släktet Leucanopsis och familjen björnspinnare. Inga underarter finns listade i Catalogue of Life. Arten lever i Amazonområdet.